# Kasuvanahalli, Dod Ballapur
Kasuvanahalli là một làng thuộc tehsil Dod Ballapur, huyện Bangalore Rural, bang Karnataka, Ấn Độ.